# أنيترا فورد
أنيترا فورد (بالإنجليزية: Anitra Ford)‏ هي عارضة وممثلة أمريكية، ولدت في 1942 بكاليفورنيا في الولايات المتحدة.

## أعمال

### أفلام
- (1974) أطول يارد[5]

## وصلات خارجية
- أنيترا فورد على موقع IMDb (الإنجليزية)
- أنيترا فورد على موقع قاعدة بيانات الفيلم (الإنجليزية)